# Brain Drain
Brain Drain è l'undicesimo album in studio del gruppo musicale statunitense Ramones, pubblicato il 23 maggio 1989 dalla Sire Records.

## Descrizione
Si tratta dell'ultimo album inciso con Dee Dee Ramone, che sarà sostituito da C.J. Ramone durante il 1989. Di questo periodo e dell'album, su Poison Heart: Surviving The Ramones, Dee Dee successivamente ha scritto:
(Dee Dee Ramone)
Fu anche l'ultimo album ad essere inciso, dai Ramones, con l'etichetta Sire Records. Da Mondo Bizarro il gruppo passò alla Radioactive Records.
Ha raggiunto la posizione nº 122 nella Billboard 200.
Palisades Park è una cover della canzone di Freddy Cannon del 1962.
Il singolo Pet Sematary è stato scritto per il film Cimitero vivente, tratto dal romanzo Pet Sematary, di Stephen King.

## Tracce
1. I Believe in Miracles – 3:20 (Dee Dee Ramone, Daniel Rey)
2. Zero Zero UFO – 2:25 (Dee Dee Ramone, Daniel Rey)
3. Don't Bust My Chops – 2:28 (Dee Dee Ramone, Joey Ramone, Daniel Rey)
4. Punishment Fits the Crime – 3:05 (Dee Dee Ramone, Richie Stotts)
5. All Screwed Up – 4:00 (Joey Ramone, A. Shernoff, Marky Ramone, Daniel Rey)
6. Palisades Park – 2:20 (Freddy Cannon)
7. Pet Sematary – 3:30 (Dee Dee Ramone, Daniel Rey)
8. Learn to Listen – 1:51 (Dee Dee Ramone, Johnny Ramone, Marky Ramone, Daniel Rey)
9. Can't Get You Outta My Mind – 3:22 (Joey Ramone)
10. Ignorance Is Bliss – 2:38 (Joey Ramone, Andy Shernoff)
11. Come Back, Baby – 4:01 (Joey Ramone)
12. Merry Christmas (I Don't Want to Fight Tonight) – 2:06 (Joey Ramone)

## Formazione
Gruppo
- Joey Ramone - voce
- Johnny Ramone - chitarra
- Dee Dee Ramone - basso (nei crediti del disco, ma non registrato) e voce d'accompagnamento, voce in Punishment Fits the Crime
- Marky Ramone - batteria

Altri musicisti
- Daniel Rey – basso; chitarra (solo su "Pet Sematary")
- Jean Beauvoir - basso (solo su "Pet Sematary")[5]
- Andy Shernoff – basso (solo su "All Screwed Up" e "Ignorance Is Bliss")